# Острита
Острита (др.-англ. Osthryth) — королева Мерсии, жена короля Этельреда I, дочь короля Берниции и Нортумбрии Освиу из династии Идингов и его жены Энфледы. Она была убита мерсийской знатью. Канонизирована.
Острита не была первой из своей семьи, кто стал королевой Мерсии. Её сестра Эльфледа вышла замуж за Педу, короля Южной Мерсии в 654—656 годах. После смерти Педы, предположительно убитого при участии Эльфледы, она уехала в Фладбери в Вустершире.
Этельред и Острита любили и щедро одаряли аббатство Бардни в Линкольншире. Острит упокоила там кости своего дяди Освальда Нортумбрийского, которого почитали как святого. Из этой истории ясно, что Острита сыграла определённую роль в распространении культа Святого Освальда.. Много лет спустя она уговорила вдову Освальда Кинебургу уйти в монастырь.
Острите пришлось иметь дело с вопросом своей верности. В 679 году её брат Эгфрит Нортумбрийский сражался в битве с Этельредом, в которой погиб их брат Элфвин. Беда Достопочтенный пишет, что он был «молодым человеком восемнадцати лет и был очен любим в обоих королевствах, потому что король Этельред женился на его сестре».
Причина убийства Остриты в 697 году знатью Мерсии не объяснена в источниках, которые об этом пишут. Энн Уильямс приписывает это враждебности между мерсийцами и нортумбрийцамии, в то время как Д. П. Кирби предполагает, что это могло быть местью за предполагаемую причастность её сестры к убийству Педы. Х. П. Р. Финберг предполагает, что она и её родственник Осхере были заподозрены в попытке отделить королевство Хвикке от Мерсии.
Острита был похоронена в аббатстве Бардни.